# Karsten Kemna
Karsten Kemna (* 5. März 1973 in Wuppertal) ist ein ehemaliger deutscher Basketballspieler auf der Centerposition. Der 2,06 Meter große Kemna spielte in der Basketball-Bundesliga für Brandt Hagen und den SSV Ulm.

## Karriere
Der aus Wuppertal stammende Kemna ist der Sohn basketballbegeisterter Eltern, die sich im Schiedsrichterwesen engagierten. Er spielte zwischen 1993 und 1997 am Iona College im US-Bundesstaat New York. Er kam in 101 Spielen für Iona zum Einsatz und erzielte insgesamt 143 Punkte sowie 142 Rebounds für die „Gaels“. Nach seiner Rückkehr nach Deutschland war er zunächst für Brandt Hagen und dann für den SSV Ulm in der Basketball-Bundesliga aktiv. 1998 erreichte er mit den „Spatzen“ das Finale um die deutsche Meisterschaft, verlor dort aber mit 0:3 Spielen gegen Alba Berlin. Zudem sammelte er mit Ulm internationale Erfahrung in den Europapokalwettbewerben Korac Cup und Saporta Cup. Zeitweilig fungierte er als Ulmer Mannschaftskapitän. Laut Sonderheft 2000/01 des Fachblatts Basketball zeichneten ihn „Ehrgeiz, Kampf und Zuverlässigkeit“ aus.
Im Anschluss an die Saison 2000/01 ging Kemna in die 2. Bundesliga, spielte zunächst für den SC Rist Wedel (2001/02), dann vier Jahre für die Paderborn Baskets. In seiner letzten Saison (2005/06) holte Kemna mit den Ostwestfalen den Meistertitel in der Nordstaffel der zweiten Liga.
Im Anschluss an seine Spielerlaufbahn war Kemna als Trainer tätig, er betreute den TV 1864 Salzkotten (2006/07) in der Regionalliga. Beruflich ist er im Bankwesen beschäftigt.